# Municipio de Pilesgrove
El municipio de Pilesgrove (en inglés: Pilesgrove Township) es un municipio ubicado en el condado de Salem  en el estado estadounidense de Nueva Jersey. En el año 2010 tenía una población de 4,016 habitantes y una densidad poblacional de 44 personas por km².

## Geografía
El municipio de Pilesgrove se encuentra ubicado en las coordenadas 39°39′3″N 75°18′58″O / 39.65083, -75.31611.

## Demografía
Según la Oficina del Censo en 2000 los ingresos medios por hogar en el municipio eran de $66,042 y los ingresos medios por familia eran $71,629. Los hombres tenían unos ingresos medios de $50,833 frente a los $31,806 para las mujeres. La renta per cápita para la localidad era de $27,400. Alrededor del 3.4% de la población estaba por debajo del umbral de pobreza.